# Велийца
Велийца е най-високият връх (1712 метра, макар различни източници да сочат между 1711 и 1715 метра) във Велийшко-Виденишкия родопски дял на Западните Родопи и всъщност даващ част от името на този дял. Издига се в северозападната част на главното било. Велийца е важен орографски и хидрографски възел, разположен на 35 километра от Велинград и на 10 километра от Аврамово.
Изграден е от гранити. Почвите са кафяви планинско-горски. Склоновете са обрасли с иглолистни гори от смърч и бял бор и се отводняват от Конарска река и река Палатик.
Самият връх представлява заравнена повърхнина с формата на плоско гърбище, заета от високополанинско пасище и картофени ниви. До 1912 г. на това място е съществувал граничен пункт между България и Турция. Останките от него все още могат да се забележат и днес. Има планове за възстановителни работи на паметника на българските войници от 27-и пехотен Чепински полк и от 39-и пехотен полк, загинали в първия ден на Балканската война, който се намира на върха.